# 松永春門
松永 春門（まつなが はるかど、生没年不詳）とは、江戸時代の浮世絵師。

## 来歴
師系・経歴不明。『浮世絵師伝』によれば肉筆役者絵の「釣狐の図」に、「うき世絵師松永春門図」という落款があり、「画風清信の影響を受けたるが如し」と記す。作画期は元禄の頃とされる。